# Feutre (textile)
Pour les articles homonymes, voir feutre.

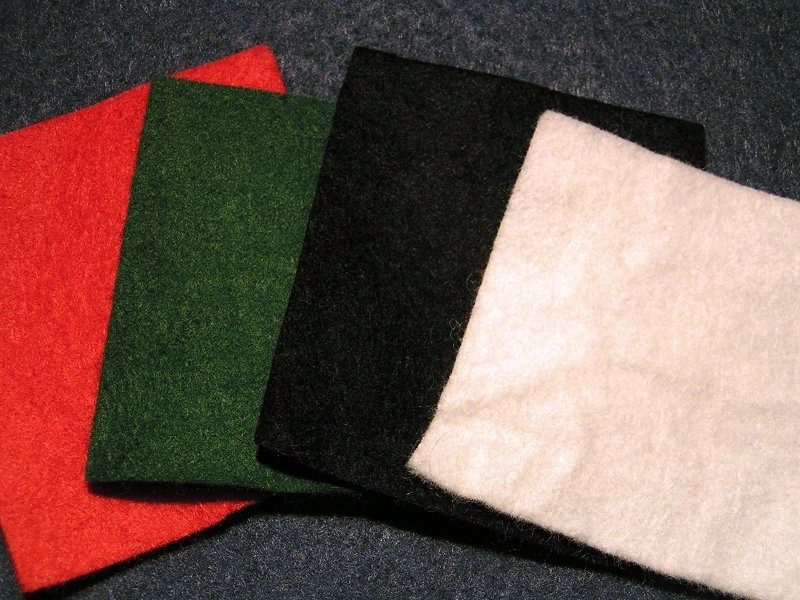
Échantillons de feutre.

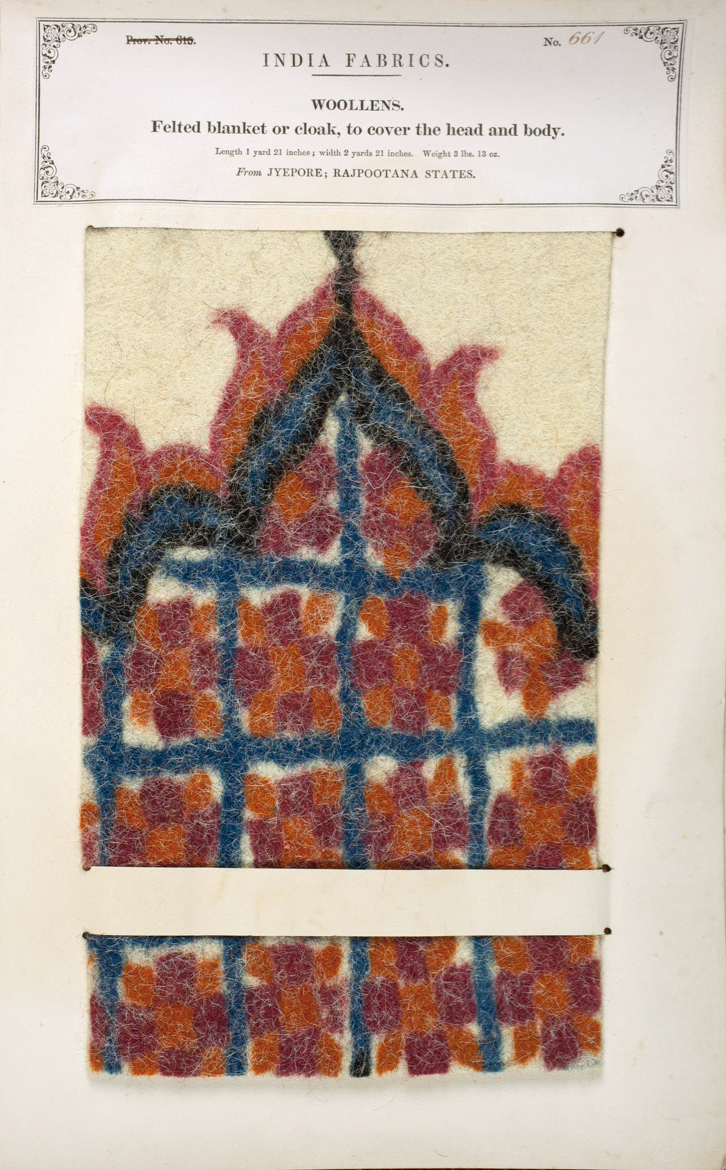
Couverture en laine feutrée imprimée de Jaipur, 1866.

Le feutre est un textile non tissé fabriqué par pression et ébouillantage de poils, avec parfois un traitement chimique, par exemple les sels de cuivre et de mercure pour le feutre de poils de Castor fiber puis Castor canadensis dans le passé.
Par extension, on parle de feutres synthétiques pour désigner des non-tissé synthétiques, y compris maintenant à échelle nanométrique, comme le feutre de carbone.

## Origines

### Asie centrale
Dès la préhistoire, les nomades d'Asie centrale, Iran, Mongolie, Pakistan, fabriquaient leurs vêtements eux-mêmes, bottes et chapeaux mais aussi leurs tapis et leurs tentes (les yourtes ou ger en mongol) en feutre.
Pour ce faire, ils utilisaient des poils de chèvre, de mouton, de chameau mais aussi d'autres animaux (ours, castors, etc.) ou même simplement des cheveux. Bien que connaissant parfaitement l’art du tissage (voir leurs tapis au point noué), ils trouvaient que le feutre, isolant phonique et thermique, imperméable, facile à fabriquer, était bien plus durable. Il peut néanmoins être mangé par des larves de mites.

### Occident
Durant l’Antiquité, des peuples aux technologies évoluées (Chinois, Grecs, Romains, etc.) utilisèrent le feutre comme couverture (de chariot par exemple) ou comme rembourrage de selles ou d’armures, comme pare-flèches (un feutre épais arrête mieux que le cuir).
Mais, en Europe occidentale, à la suite du déclin de l'Empire romain, le feutre s'est perdu et ce sont les croisés qui l'ont rapporté de Constantinople[réf. souhaitée]. Cependant vers l'an mil, les paysans portaient des calottes de feutre en Occident[Passage problématique]. 
Aux XIIe et XIIIe siècles, son usage connut un essor considérable en Europe occidentale où il reprit, en grande partie, la place des cuirs et des fourrures, qui étaient chers et n’offraient pas toujours une protection efficace contre la pluie et la neige. Ainsi, des bottes de cuir glisseront sur la neige qui d’ailleurs les mouillera et les « brûlera » alors que des bottes de feutre (quasi-insensible à l'eau et à la neige) resteront sèches à l'intérieur.
Ainsi, avec le feutre, le Moyen Âge connut cinq tissus différents :
- les tissus de laine qui donnèrent les langes (→ vêtements) et dont les Génois tiraient le velours ;
- les tissus de lin qui donnèrent les linges (→ draps ou vêtements) ;
- les tissus de bure fait de chanvre souvent grossier proche de la ficelle, de basse qualité (→ vêtements [robes], ameublement : à l'origine du mot bureau) réservés aux moines, aux pèlerins et aux serfs ;
- les tissus de soie, ou soieries, venus de Chine par la route de la soie puis de la production de l'Empire romain d'Orient. De haute qualité, ils étaient réservés aux seigneurs et aux évêques. Surtissés ou surcousus de fil d'or, ils donnaient de magnifiques brocarts. Leur usage était extrêmement marginal.

À ces cinq tissus, on peut ajouter le cuir et la fourrure.

## Légende
Différentes légendes racontent l'invention du feutre.
Selon l'une d'entre elles, saint Clément aurait découvert le feutre lorsqu'il était moine-errant. Pour se protéger les pieds pendant sa marche, il aurait pris l'habitude de mettre de la laine dans ses chaussures et aurait remarqué que le mélange sueur et laine, écrasé par ses pieds, se trouvait aggloméré. Par la suite, devenu évêque, il aurait formé des groupes de travailleurs pour améliorer la technique. Bien que cette légende ne soit pas vérifiée, saint Clément est le saint patron des fabricants de feutre et sa fête, le 23 novembre, est souvent chômée chez les chapeliers.

## Fabrication

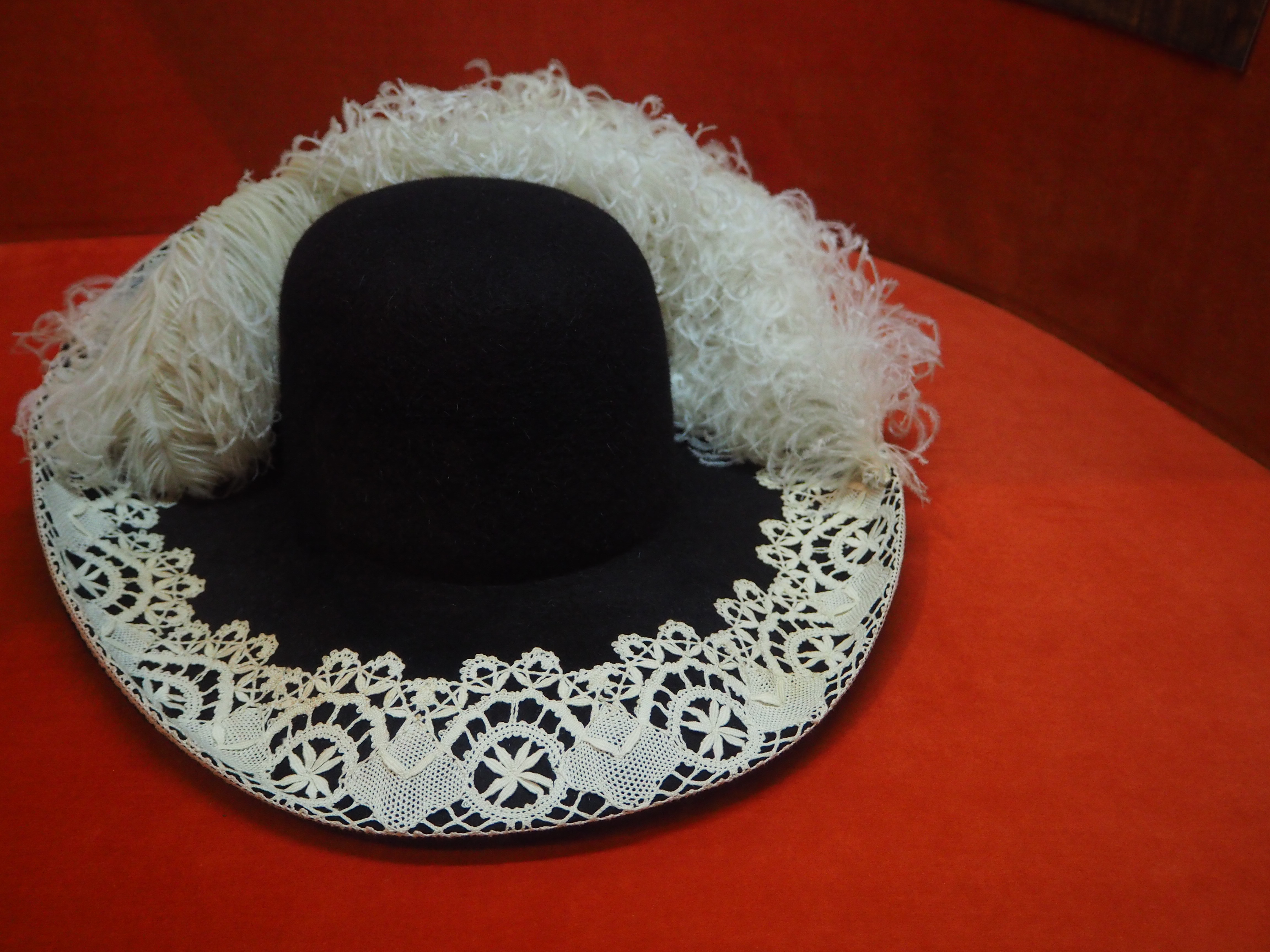
Chapeau en castor du XVII (reproduction exposée au musée de Sainte-Marie-au-pays-des-Hurons). La fabrication d'un chapeau de feutre de bonne qualité était un procédé compliqué. Une des étapes du procédé consistait à séparer les gros poils extérieurs des poils fins, qui sont proches de la peau. Les vieilles pelisses en castor étaient donc extrêmement précieuses pour les Français puisque ces poils étaient déjà relâchés, facilitant donc le procédé de feutrage.

Une pièce de feutre est fabriquée par agglomération de fibres et non par tissage de fils. C'est un non-tissé et ce n'est pas un tissu.

### Fabrication de feutre pour chapeaux
1. arrachage des poils ;
2. mélange des poils ;
3. bastissage : les poils sont projetés sur des cônes où ils adhérent par aspiration ;
4. foulage : les cônes sont trempés dans un bain d'eau bouillante et d'acide sulfurique puis pressés dans une cloche ;
5. une fois sec, le feutre peut être découpé et taillé.

### Fabrication traditionnelle du feutre en Mongolie
En Mongolie
1. tonte des moutons ;
2. cardage de la laine à la main en famille ;
3. répartition uniforme et régulière sur une bâche ou tissu, tapis… (sur tapis, couvertures… : dessins à base de laines colorées) ;
4. humidification de la laine avec de l'eau de rivière ou de source ;
5. le tissu est enroulé autour d'un tronc d'arbre coupé puis tiré par des chevaux ou des chameaux à travers la steppe pendant plusieurs heures.

## Usage
Dans l'industrie chapelière, le feutre est fabriqué avec des poils d'animaux notamment le lapin ou l'agneau. Le poil de bourre de castor était réservé aux chapeaux les plus luxueux ; il a failli faire disparaitre le castor, tant il a été pourchassé pour sa fourrure. Utilisé jusqu'au XIXe siècle, sa fabrication a causé l'empoisonnement de nombreux chapeliers qui utilisaient des vapeurs de mercure pour stabiliser la laine, avant d'être remplacé pour le haut-de-forme par la soie.
Jusque vers 1940 au moins, au Québec, de nombreuses familles qui disposaient de quelques moutons ou pouvaient acheter de la laine faisaient chaque hiver des bas et chausses de feutre ou fabriquaient des semelles à base de feutre,.
De grandes pièces de feutres tournant de manière continue entre des rouleaux sont utilisées dans les machines à papier pour éponger l'eau de la pâte à papier et transformer cette pâte pour former la feuille de papier.
Le feutre huilé est aussi utilisé en mécanique comme filtre ou pour faire un joint d'étanchéité aux poussières.

## Traitements contre les ravageurs
Certaines bactéries, champignons et larves d'insectes peuvent manger le feutre et occasionner des ravages aux tissus en feutre. Ces derniers sont souvent traités par des produits chimiques plus ou moins toxiques, mais peuvent cependant dans les collections de musées être « traités par anoxie » sous atmosphère inerte (azote, argon, ou atmosphère très pauvre en oxygène) afin de tuer par asphyxie les organismes aérobies vivant dans le feutre. L'atmosphère doit aussi être suffisamment sèche (humidité relative < 65 %) pour éviter également le développement des micro-organismes anaérobies.